# 'Ndrina Anello
Gli Anello sono una 'ndrina originaria di Filadelfia. Dalle confessioni di Andrea Mantella del 2016 coinvolto anche nell'operazione Conquista sembrerebbe che il dominio degli Anello si estenda tra Pizzo, Acconia, Polia, Cenadi, Filadelfia, Monterosso Calabro, Capistrano e Francavilla Angitola. 
Insieme ai Cracolici e ai Bonavota avrebbero avuto interessi commerciali su Maierato mentre a Pizzo l'area e suddivisa solo con i Bonavota.
Secondo il pentito Francesco Michienzi, affiliato dal 1997 alla cosca fino al 2006 le attività della cosca erano rapine ed estorsioni.

## Storia

### Anni 2000 - L'omicidio di Santo Panzarella
Durante la detenzione di Rocco Anello, negli anni 2000, la moglie Angela Bartucca ebbe una relazione con Santo Panzarella e Valentino Galati, entrambi vittime di lupara bianca (il primo nel 2002, il secondo nel 2006).
Il 1º marzo 2002 viene ucciso l'avvocato Torquato Ciriaco, secondo la Dda gli esecutori materiali sarebbero Tommaso Anello, Giuseppe Fruci, Vincenzo Fruci, Francesco Michienzi e Santo Panzarella.
- 7 gennaio 2003 - Operazione Prima contro gli Anello-Fruci e i Vallelunga[9][10][11][12].

Il 28 ottobre 2006 vengono trovati gli autori materiali dell'omicidio di Panzarella: dal fratello di Rocco, Tommaso Anello, 42 anni e da due affiliati, Vincenzino e Giuseppe Fruci, ma durante il processo nel 2010 la clavicola ritrovata non fu riconosciuta come appartenente sicuramente a Santo Panzarella e Tommaso Anello e Vincenzino Fruci vengono assolti mentre il pentito Francesco Michienzi viene processato per favoreggiamento ma assolto per prescrizione.
- 5 giugno 2008 - Operazione Effetto Domino contro gli Anello-Fruci, i Cerra-Torcasio-Gualtieri, gli Iannazzo e i Passafaro[21][22][23][24].

### Anni 2010 - Operazioni Via col vento e Stammer 2 - Melina
- 2 dicembre 2011: Operazione Rubamazzo contro i Mancuso e gli Anello-Fiumara[25][26].
- A maggio 2016 Francesco Antonio e Laura Anello, genitori di Tommaso e Rocco Anello, allontanano in malo modo il giornalista Klaus Davi durante un servizio per un suo programma televisivo sulla 'ndrangheta in onda su LaCNews24[27].
- 1º marzo 2018: Operazione Stammer 2 - Melina[28][29][30][31].
- Il 12 luglio 2018 si conclude l'operazione Via col vento che porta all'arresto di 13 persone presunte sodali delle 'ndrine Paviglianiti, Mancuso, Anello e Trapasso che volevano infiltrarsi negli appalti di costruzione dei parchi eolici delle province di Reggio Calabria, Crotone, Vibo Valentia e Catanzaro e accusate a vario titolo di associazione mafiosa, estorsione e illecita concorrenza[32][33]. Tra gli arrestati anche il sindaco di Cortale (CZ)[32].

### Anni 2020 - Operazione Imponimento
- 21 luglio 2020: Operazione Imponimento contro i clan Anello e Fruci che portò all'arresto in Italia di 75 persone[34][35][36][37]. Solo a giugno 2021 si è riusciti a richiedere con successo l'estradizione di altri due indagati; Fiore Francesco Masdea referente della cosca in Svizzera e accusato di associazione mafiosa e Giuseppe Costantino, residente dal 2018 a Spreitenbach (Canton Argovia) ed è accusato di traffico di droga[38].

## Capibastone
- Rocco Anello (1961), capobastone[39]. Comanderebbe da Filadelfia fino a San Nicola da Crissa. Viene arrestato nell'operazione Stammer. Fino al momento dell'arresto era in ottimi rapporti con Luigi Mancuso[2], ma anche con gli Iannazzo e lo fu con i defunti Vito Tolone di Vallefiorita e Damiano Vallelunga di Serra San Bruno[2].
- Tommaso Anello (1964), fratello di Rocco.

## Televisione
- Il 26 giugno 2004 Angela Donato fa un appello a Chi l'ha visto? per la scomparsa di suo figlio Santo Panzarella nel 2002[20].
- Il 13 novembre 2006 Angela Donato si ritrova a Chi l'ha visto? mentre si scava per la ricerca dei resti del corpo di suo figlio e di cui viene ritrovata una sua presunta clavicola[20].
- Lady 'Ndrangheta - Documentario Sky TG24 del 6 marzo 2015 di Beatrice Borromeo (parte 2); si descrive la vicenda di Angela Bartucca[40][41].
- Il 28 giugno 2018 va in onda il secondo episodio dal titolo "Il codice di Angela" del programma di RAI 1 Cose nostre sulla vicenda di Angela Donato e Santo Panzarella tra Filadelfia e Curinga[42].